# Isisford Airport
Isisford Airport är en flygplats i Australien. Den ligger i kommunen Longreach och delstaten Queensland, omkring 930 kilometer nordväst om delstatshuvudstaden Brisbane. Isisford Airport ligger 213 meter över havet.
Trakten runt Isisford Airport är nära nog obefolkad, med mindre än två invånare per kvadratkilometer..
Omgivningarna runt Isisford Airport är i huvudsak ett öppet busklandskap. Genomsnittlig årsnederbörd är 448 millimeter. Den regnigaste månaden är januari, med i genomsnitt 110 mm nederbörd, och den torraste är september, med 7 mm nederbörd.